# Doddacheemanahalli, Devanahalli
Doddacheemanahalli là một làng thuộc tehsil Devanahalli, huyện Bangalore Rural, bang Karnataka, Ấn Độ.